# Allozelotes microsaccatus
Allozelotes microsaccatus es una especie de araña araneomorfa de la familia Gnaphosidae.

## Distribución
Es endémica de la provincia de Yunnan (China).